# Joseph-Antoine Bell
Joseph-Antoine Bell (Mouandé, 8 de outubro de 1954) é um ex-futebolista camaronês.
É considerado pela IFFHS o goleiro africano do século, ao lado de Thomas N'Kono e Sadok Attouga.

## Carreira
Conhecido por sua personalidade forte, Bell iniciou a carreira nas categorias de base de Éclair Douala, Oryx e Prisons Buéa, profissionalizando-se no Union Douala, uma das principais equipes de seu país, em 1975. Pelos Nassaras, foi bicampeão camaronês em 1976 e 1978, além de ter vencido a Liga dos Campeões da CAF em 1979 e a Recopa Africana em 1981, mesmo ano em que assinou com o Africa Sports (Costa do Marfim), conquistando o Campeonato Marfinense em 1982. Ainda teve uma passagem pelo Al-Mokawloon (Egito), onde foi novamente campeão da Recopa, em 1983, até assinar contrato com o Olympique de Marseille, em 1985.
Embora tenha obtido destacada passagem na equipe marselhesa (109 jogos), não conquistou nenhum título. Saiu do clube em 1988 para atuar no Toulon.
Sua passagem pelos Les Azur et Or durou apenas 1 temporada, tendo atuado em 31 partidas. Ao ser contratado pelo Bordeaux em 1989, Bell tinha uma missão: substituir Dominique Dropsy, que se aposentaria no ano seguinte. Quando os franceses acreditavam que ele seria bem recebido pela torcida do Olympique, acabou ocorrendo o contrário: durante a partida entre os Girondinos e os Marselheses, o goleiro foi muito hostilizado. Ao longo da partida, bananas eram atiradas por alguns fãs em Marselha, tendo Bell como alvo. Ele ficou aborrecido com a atitude dos torcedores de sua antiga equipe.
Deixou o Bordeaux ao final da temporada 1990-91 e se transferiu ao Saint-Étienne, onde atuou em 99 partidas até o final de 1994, quando encerrou a carreira em clubes.

## Seleção
Bell, convocado para a Seleção Camaronesa desde 1977, disputou três Copas: 1982, 1990 (em ambas, foi reserva) e 1994 (as 2 primeiras partidas como titular), além de 3 edições da Copa Africana de Nações (1984, 1988 e 1992).
Em 1982, o goleiro foi reserva na primeira participação camaronesa em Mundiais, que terminou ainda na fase inicial, por ter feito um gol a menos do que a futura campeã Itália - no jogo contra o Peru, Roger Milla balançou as redes, porém o árbitro austríaco Franz Wöhrer anulou por impedimento; ao receber o passe, Milla estava em posição legal. O ponto alto de sua trajetória pelos Leões Indomáveis foi o título da Copa Africana em 1988, e também esteve presente nas Olimpíadas de 1984.
Após a não-classificação para a Copa de 1986, os "Leões Indomáveis" foram a maior surpresa do Mundial de 1990, com destaque para Milla (então com 38 anos) e N'Kono, que novamente deixava Bell como seu reserva imediato. Camarões foi eliminado apenas nas quartas-de-final, contra a Inglaterra.
Em 1994, aos 39 anos de idade e recém-aposentado como jogador em clubes, Bell faria sua estreia como titular em Copas. Apesar de Camarões ter chegado a ficar na frente no placar após a Suécia abrir vantagem, o veterano goleiro falhou nos 2 gols da seleção nórdica, que empatou em 2 a 2, tendo inclusive assumido os erros. O técnico francês Henri Michel, após pedidos de dirigentes (o presidente camaronês Paul Biya também se envolveu no assunto) para que Bell voltasse para o banco de reservas. N'Kono chegou a ser escalado para enfrentar o Brasil, porém os jogadores fizeram uma rebelião contra a decisão e Michel repensou a decisão. Apesar de ter evitado um placar maior que os 3 a 0 da Seleção Brasileira, Bell foi novamente criticado e pediu para não jogar contra a Rússia. Em vez de N'Kono, Michel promoveu o terceiro goleiro Jacques Songo'o como novo titular, mas o então jogador do Metz levou 6 gols - destes, 5 foram de Oleg Salenko, que foi o artilheiro da competição juntamente com o búlgaro Hristo Stoichkov.
Ao final da participação camaronesa, Bell decidiu encerrar a carreira internacional (foram 52 partidas), mas não escapou das críticas: foi apontado pela torcida dos Leões Indomáveis o responsável pela frágil campanha no torneio. Alguns torcedores mais exaltados chegaram a incendiar a casa do goleiro, em Douala.

## O goleiro africano do século
Já aposentado, Bell foi escolhido o goleiro africano do século, juntamente com N'Kono, Attouga, Badou Zaki, Mwamba Kazadi e Songo'o

## Títulos
Union Douala
- Campeonato Camaronês: 2 (1976 e 1978)
- Liga dos Campeões da CAF: 1 (1979)
- Recopa Africana: 1 (1981)

Africa Sports
- Campeonato Marfinense: 1 (1982)

Al-Mokawloon
- Recopa Africana: 1 (1983)

Seleção Camaronesa
- Copa Africana de Nações: 1 (1988)